# Хёфен-ан-дер-Энц
Хёфен-ан-дер-Энц (нем. Höfen an der Enz) — община в Германии, в земле Баден-Вюртемберг. 
Подчиняется административному округу Карлсруэ. Входит в состав района Кальв.  Население составляет 1651 человек (на 31 декабря 2010 года). Занимает площадь 9,08 км².